# Parti national pour la réalisation des réformes marocaines
Le Parti national pour la réalisation des réformes marocaines (en Arabe: الحزب الوطني لتحقيق المطالب المغربية) est un ancien parti politique marocain créé en 1937 par Allal El Fassi, à la suite d'une scission du comité d'action marocaine. Le parti est devenu inactif la même année après l'exil d'Allal El Fassi au Gabon.
Le parti national pour la réalisation des réformes marocaines est considéré comme l'ancêtre du parti de l'Istiqlal.

## Presse
Le parti national pour la réalisation des réformes marocaines avait plusieurs supports écrits, incluant:

### Arabophone
- الأطلس (L'Atlas)
- المغرب (Le Maroc)

### Francophone
- L'Action Populaire